# Сезень

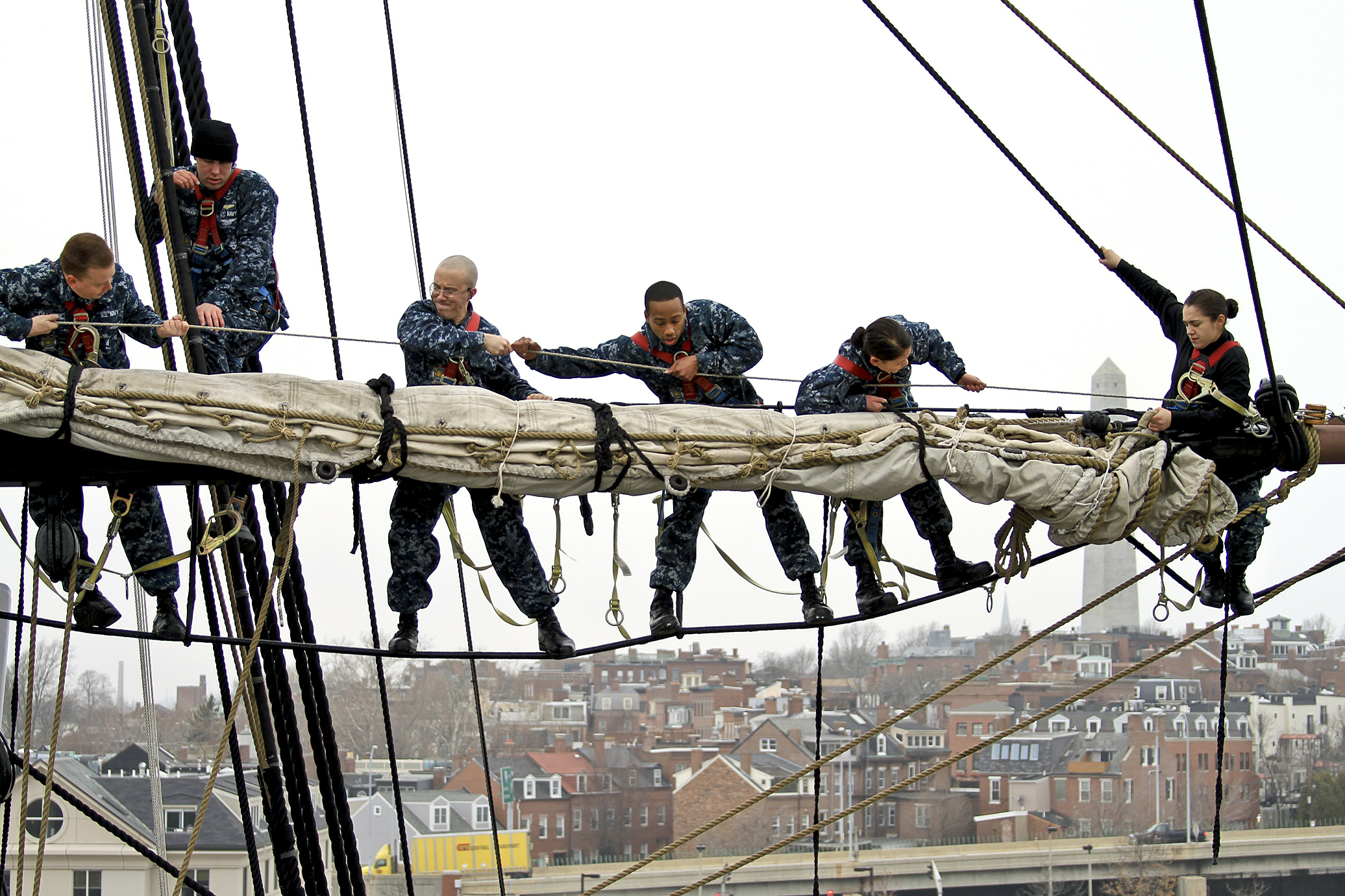
Прибирання вітрил на «Конституції». Чорні троси — обносні сезні

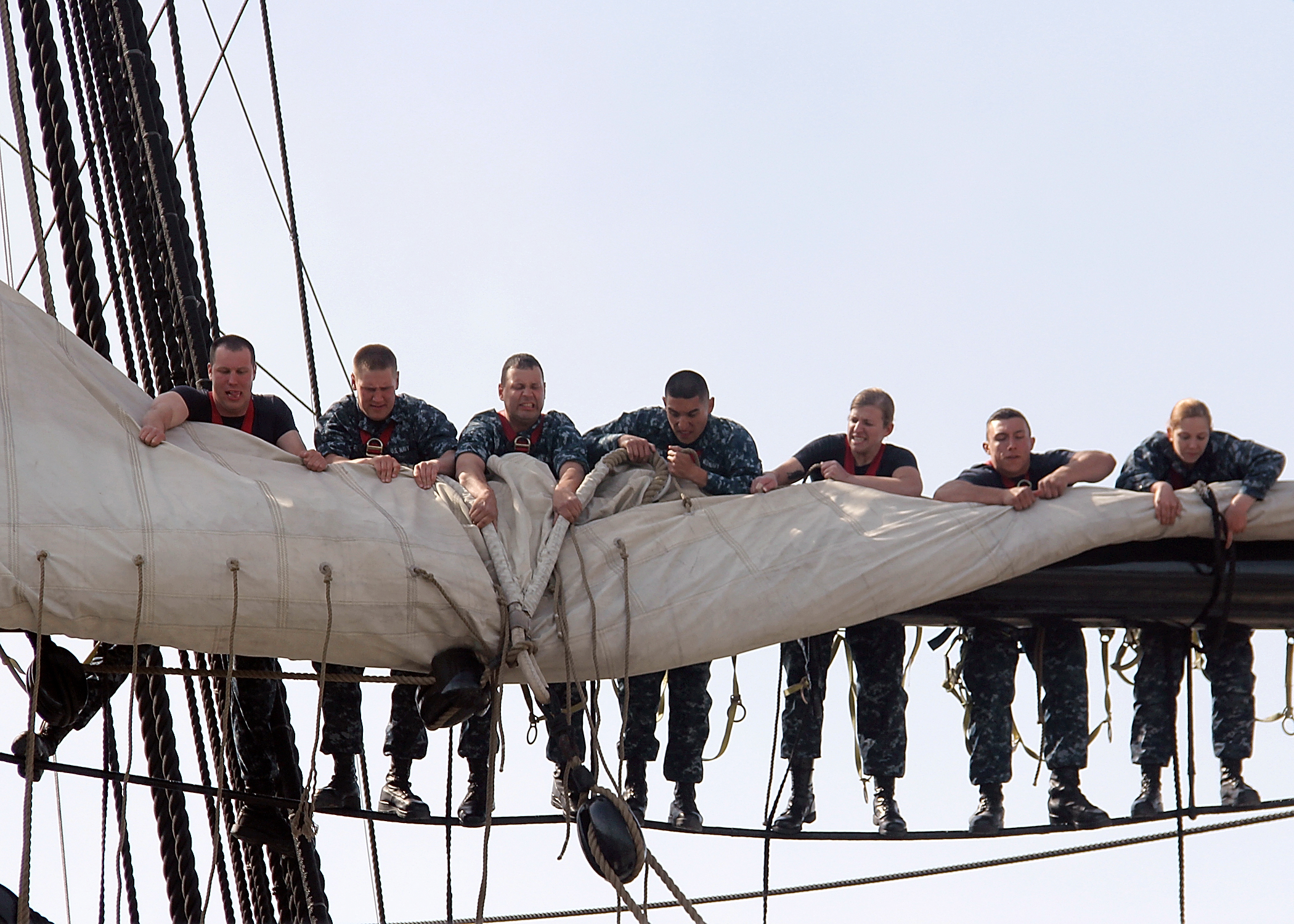
Риф-сезні

Се́зень (від нід. seizing, утвореного від seizen — «прив'язувати, прихоплювати») — плетений (іноді тканий) кінець з клевантом на одному кінці і вічком на другому, що використовується, головним чином, для кріплення до рей згорнутих вітрил.

## Види
- Обносний сезень — ткана снасть, якою обноситься згорнуте вітрило при кріпленні його до рангоутного дерева (зокрема, реї), після чого клевант вставляється у вічко.
- Хрестовий сезень — снасть, якою навхрест кріпиться сорочка прямого вітрила.
- Риф-сезень — відрізок троса з кнопом (або вічком), просилений у риф-гат; ним зав'язується вітрило при рифуванні: потрібна ділянка вітрильного полотнища підтягається до реї риф-талями, після чого риф-сезні обносять навколо вітрильного (або до окремого) леєра, або навколо реї, і закріплюють на клевант.
- Койковий сезень — трос, яким обв'язують скачану парусинову койку.

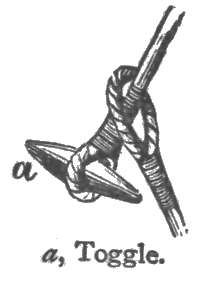
Клевант з вічком